# سام كولينز (مغني)
سام كولينز (بالإنجليزية: Sam Collins)‏ هو مغني أمريكي، ولد في 11 أغسطس 1887، وتوفي في 20 أكتوبر 1949.

## وصلات خارجية
- سام كولينز على موقع ميوزك برينز (الإنجليزية)
- سام كولينز على موقع أول ميوزيك (الإنجليزية)
- سام كولينز على موقع ديسكوغز (الإنجليزية)